# بشیر بن سعد
بشیر بن سعد بن ثعلبه (عربی: بشير بن سعد بن ثعلبة؛ مرگ ۱۲ ه‍.ق) یکی از اصحاب محمد و از اعضای قبیله خزرج بود که بعداً به رهبری آن دست یافت. او نخستین کسی بود که با ابوبکر در سقیفه بنی‌ساعده بیعت و اختلافات پیش آمده در مسئله جانشینی پیامبر را اداره کرد.
بشیر از جمله کسانی بود که در پیمان عقبه با پیامبر بیعت کرد. او همچنین در چندین غزوه از پیامبر همچون بدر و احد شرکت داشت. بشیر در سال ۱۲ هجری در نبرد عین‌التمر به فرماندهی خالد بن ولید در نزدیکی انبار زخمی شد و در همان‌جا درگذشت و به خاک سپرده شد.